# François Pouqueville
François Charles Hugues Laurent Pouqueville, född 4 november 1770 i Le Merlerault, Normandie, död 20 december 1838 i Paris, var en fransk skriftställare och filhellen, det vill säga han understödde grekerna i deras kamp mot turkarna under det grekiska frihetskriget (1821–1830).
Pouqueville verkade som läkare på Napoleons expedition till Egypten 1798 och skrev då en uppmärksammad skrift om den orientaliska pesten. På vägen tillbaka till Frankrike blev han tillfångatagen och hölls fängslad av turkarna 1798-1801. Han var fransk konsul i Janina 1805-1815 och i Patras 1815-1817. Pouqueville skrev bland annat arbetena Voyage en Grèce (5 band, 1820-22; 2:a upplagan 1826-27) och Histoire de la regeneration de la Grèce (4 band, 1824-25).